# 원종 (고려)
원종(元宗, 1219년 4월 12일 (음력 3월 19일), 율리우스력 4월 5일 ~ 1274년 7월 30일 (음력 6월 18일) 율리우스력 7월 23일)은 고려의 제24대 국왕(재위: 1260년 6월 8일 (음력 4월 21일), 율리우스력 6월 1일 ~ 1274년 7월 30일)이다.

## 개요
초명은 전(倎), 즉위 후에 식(植)으로 개명하였고, 휘는 정(禎), 자는 일신(日新), 묘호는 원종(元宗), 시호는 순효대왕(順孝大王)이고, 원에서 내린 시호는 충경(忠敬), 능호는 소릉(韶陵)이다. 고종과 안혜태후 유씨의 맏아들이다. 비는 김약선(金若先)의 딸인 정순왕후(靜順王后)이고, 후비는 경창궁주 유씨(慶昌宮主 柳氏)이다.

## 생애

### 탄생과 태자 책봉
1219년(고종 6년) 4월 고종과 안혜왕후의 장남으로 출생하였으며, 1235년(고종 22년) 봄 정월에 관례를 올리고 태자에 책봉되었다. 1259년(고종 46년) 강화를 맺기 위해 원나라에 갔다가 그해 고종이 죽자 이듬해 귀국하여 즉위하였다.

### 치세

#### 몽고와의 전쟁 종료와 강화
1259년 몽고제국의 4대 칸인 몽케가 쓰촨 성에서 부상과 질병 후유증으로 죽자, 몽골은 차기 후계 계승을 두고 그의 아우들인 쿠빌라이와 아리크 부케가 대립하였고, 당시 태자였던 원종은 쿠빌라이를 지지하였다. 
1260년 3월 원종은 신하들과 함께 몽케 칸을 만나러 연경(燕京, 북경)에 갔다가 몽케의 행재소(行在所)로 가는 길에 경조(京兆)와 동관(潼關)을 지나게 되었다. 여기서 몽케의 사망 소식을 접하고, 당시 몽골의 제후들은 누구를 지지할지 고민하였다. 고려 원종은 이를 듣고 쿠빌라이 지지를 선언, 쿠빌라이의 군사가 강남(江南)에서 있어 원종은  남쪽으로 방향을 돌려 험한 길을 거쳐서 양주(梁州)를 거쳐 초주(楚州)의 교외에 도착하니 마침 쿠빌라이 칸은 양양(襄陽)에 있다가 군대를 돌려서 북상하고 있었다.
쿠빌라이는 '고려는 만 리나 떨어져 있는 나라이고, 당 태종(唐 太宗)이 친히 정벌하였으나 굴복시키지 못하였는데 지금 그 나라의 세자가 스스로 나에게 귀부(歸附)해오니 이것은 하늘의 뜻이다.(高麗萬里之國, 自唐太宗親征而不能服, 今其世子, 自來歸我, 此天意也.)'라고 하면서 크게 칭찬하고, 함께 개평부(開平府)에 도착하였다. 쿠빌라이는 당 태종도 어쩌지 못한 고구려의 후신이 스스로 귀순하였다며 기뻐하였다. 고려에서 고종(高宗)의 훙서를 부고하니 쿠빌라이 칸은 바로 다루가치 쉬리다이(束里大) 등에게 명령하여 세자의 귀국행을 호위하라고 하였다.
쿠빌라이는 그 해에 고종이 죽자 강회선무사(江淮宣撫使) 조양필(趙良弼), 섬서선무사(陝西宣撫使) 염희헌(廉希憲)의 진언을 받아들여, 원종이 왕위에 오를수 있도록 도와주었다. 머지않아 쿠빌라이가 승리하여 5대 칸으로 즉위하고 원 제국을 수립하면서, 쿠빌라이로부터 '몽고는 고려의 풍속을 고치도록 강요하지 않겠다'는 불개토풍(不改土風)을 약속받았으며 이를 세조구제(世祖舊制)라고 한다. 그 내용은 다음과 같다.
1. 옷과 머리에 쓰는 관은 고려의 풍속에 따라 바꿀 필요가 없고
2. 사신은 오직 원나라 조정이 보내는 것 이외에 모두 금지한다.
3. 개경환도는 고려 조정에서 시간을 조절할 수 있다.
4. 압록강 둔전과 군대는 가을에 철수한다.
5. 전에 보낸 다루가치는 모두 철수한다.
6. 몽고에 자원해 머무른 사람들은 조사하여 돌려보낸다.

#### 관제격하
원 세조는 불개토풍을 보장했으나 그 외 황제국에서 사용하는 명칭 모두 격하했다. 원나라 간섭으로 말미암아 원종 이후 왕은 묘호를 사용할 수 없으며 시호 앞 글자에 원나라에 충성한다는 의미에서 '충(忠)'자를 넣고, 황제가 본인을 지칭하는 1인칭인 "짐"은 "고" 또는 "과인"으로, 황제를 부르는 칭호인 "폐하"는 "전하"로, 황제 뒤를 이을 아들인 "태자"는 "세자"로, 황제 명령을 담은 글인 "성지"는 "왕지"로 명칭을 격하했다. 이후 충렬왕 때 각종 관청과 관직 명칭도 모두 격하했다.

#### 원의 동녕부 설치
1269년(원종 10년) 서북면병마사의 기관(記官)인 최탄(崔坦) 등이 반란을 일으켜 서경을 비롯한 북계(北界)의 54성과 자비령(慈悲嶺) 이북 서해도(西海道)의 6성을 들어 원나라에 투항하였다.
1270년(원종 11년) 쿠빌라이는 자비령 이북의 영토를 직속령으로 모두 원나라에 편입하고 서경에 동녕부를 설치한 후, 최탄을 동녕부 총관(摠管)에 임명하였다. 이에 원종은 원나라에 입조하여 자비령 이북 지역의 반환을 요구하였으나 관철되지 않았고, 1275년(충렬왕 1년), 원나라는 동녕부를 동녕총관부로 승격시켰다.
이후 원나라는 1290년 고려의 요구를 받아들여 이 지역을 고려에 반환하고, 동녕부를 요동(遼東)으로 옮겼다.

#### 무신정권의 종언
1258년(고종 45년) 최의를 죽이고 최씨정권을 무너뜨린 김준과 류경, 임연은 권력을 장악하였다. 개경환도를 거부하던 김준은 1268년(원종 9년) 12월, 임연과 그의 아들 임유무에 의해 살해당했다.
이후 실권을 잡은 임연은 1269년(원종 9년) 6월, 삼별초와 육번도방을 인솔하고 원종의 아우인 안경공 창(安慶公 淐)을 왕으로 옹립하였다. 이들은 원종을 별궁에 유폐하였다. 태자(충렬왕)가 원나라에 이 사실을 알리자, 같은 해 11월 임연은 원종을 복위시켰다. 이후 원종의 밀명을 받은 송송례, 홍규 등에 의해 무신정권의 마지막 집정자인 임유무가 살해당함으로써, 100년간 지속된 무신정권이 막을 내리고 왕정복구와 개경환도가 이루어졌다.

#### 개경환도
고려 내부적으로 개경환도를 반대하던 무신세력이 제거되자, 원나라의 요구조건을 받아들여 1270년(원종 11년) 38년만에 강화도에서 개경으로 환도하였다.

#### 삼별초의 항쟁
1270년(원종 11년) 개경으로 환도한 후 삼별초의 해산을 명령하자 배중손(裵仲孫)을 중심으로 왕족 승화후 온(承化侯 溫)을 추대하여 삼별초의 항쟁이 일어났다. 이들은 진도와 제주도로 이동하면서 대몽항쟁을 전개하였으나 1273년(원종 14년) 고려-몽고연합군에 의해 진압되었다.

### 사망
1274년(원종 15년) 6월 18일, 제상궁에서 붕어하였다. 능은 소릉(韶陵)이다.

## 가족 관계
| 1219년 4월 12일 (음력 3월 19일) 고려 개경 | 1274년 7월 30일 (음력 6월 18일) (55세) 고려 개경 제상궁 |

|    |                             | 생몰년          | 부모                                  | 비고        |
| -- | --------------------------- | --------------- | ------------------------------------- | ----------- |
| 부 | 고종 高宗                   | 1192년 - 1259년 | 강종 康宗 원덕왕후 유씨 元德王后 柳氏 | 제23대 국왕 |
| 모 | 안혜왕후 유씨 安惠王后 柳氏 | 미상 - 1232년   | 희종 熙宗 성평왕후 임씨 成平王后 任氏 |             |

| 시호 | 시호                                          | 본관     | 생몰년          | 부모                                      | 비고                                                                                    |
| ---- | --------------------------------------------- | -------- | --------------- | ----------------------------------------- | --------------------------------------------------------------------------------------- |
| 1    | 정순왕후 김씨 靜順王后 金氏 순경태후 順敬太后 | 경주     | 1222년 - 1237년 | 김약선 金若先 우봉 최씨 牛峯 崔氏         | 최우의 외손녀                                                                           |
| 2    | 경창궁주 유씨 慶昌宮主 柳氏                   | [ 주 1 ] | 미상            | 신안공 왕전 新安公 王佺 가순궁주 嘉順宮主 | - 고종 31년(1244년) 태자비 책봉 - 원종 원년(1260년) 왕비 책봉 - 충렬왕 3년(1277년) 폐위 |

|   |               | 이름      | 생몰년          | 생모          | 배우자                                      | 비고        |
| - | ------------- | --------- | --------------- | ------------- | ------------------------------------------- | ----------- |
| 1 | 충렬왕 忠烈王 | 거 昛     | 1236년 - 1308년 | 정순왕후 김씨 | 제국대장공주 齊國大長公主 장목왕후 莊穆王后 | 제25대 국왕 |
| 2 | 시양후 始陽侯 | 태 珆     | 미상 - 1266년   | 경창궁주 유씨 | 미상                                        |             |
| 3 | 순안공 順安公 | 종 悰     | 미상            | 경창궁주 유씨 | 미상                                        |             |
| 4 | 주지 住持     | 익장 益場 | 미상            | 궁인          | 미상                                        |             |

|   |                   | 생몰년        | 생모          | 배우자                  | 비고 |
| - | ----------------- | ------------- | ------------- | ----------------------- | ---- |
| 1 | ▨▨공주 ▨▨公主     | 1237년 - 미상 | 정순왕후 김씨 |                         | 조졸 |
| 2 | 경안궁주 慶安宮主 | 미상          | 경창궁주 유씨 | 제안공 왕숙 齊安公 王淑 |      |
| 3 | 함녕궁주 咸寧宮主 | 미상          | 경창궁주 유씨 | 광평공 왕혜 廣平公 王譓 |      |

## 대중 문화속에 나타나는 원종
- 《무인시대》(KBS, 2003년~2004년), 배우 : 정윤석
- 《무신》(MBC, 2012년~2013년, 배우: 강성민, 백승우)

## 같이 보기
- 김준
- 임연
- 임유무
- 무신 정권
- 충렬왕
- 안경공
- 쿠빌라이

### 주해
1. ↑  성을 유씨로 한 근거를 알 수 없다